# Hartmann von Dillingen

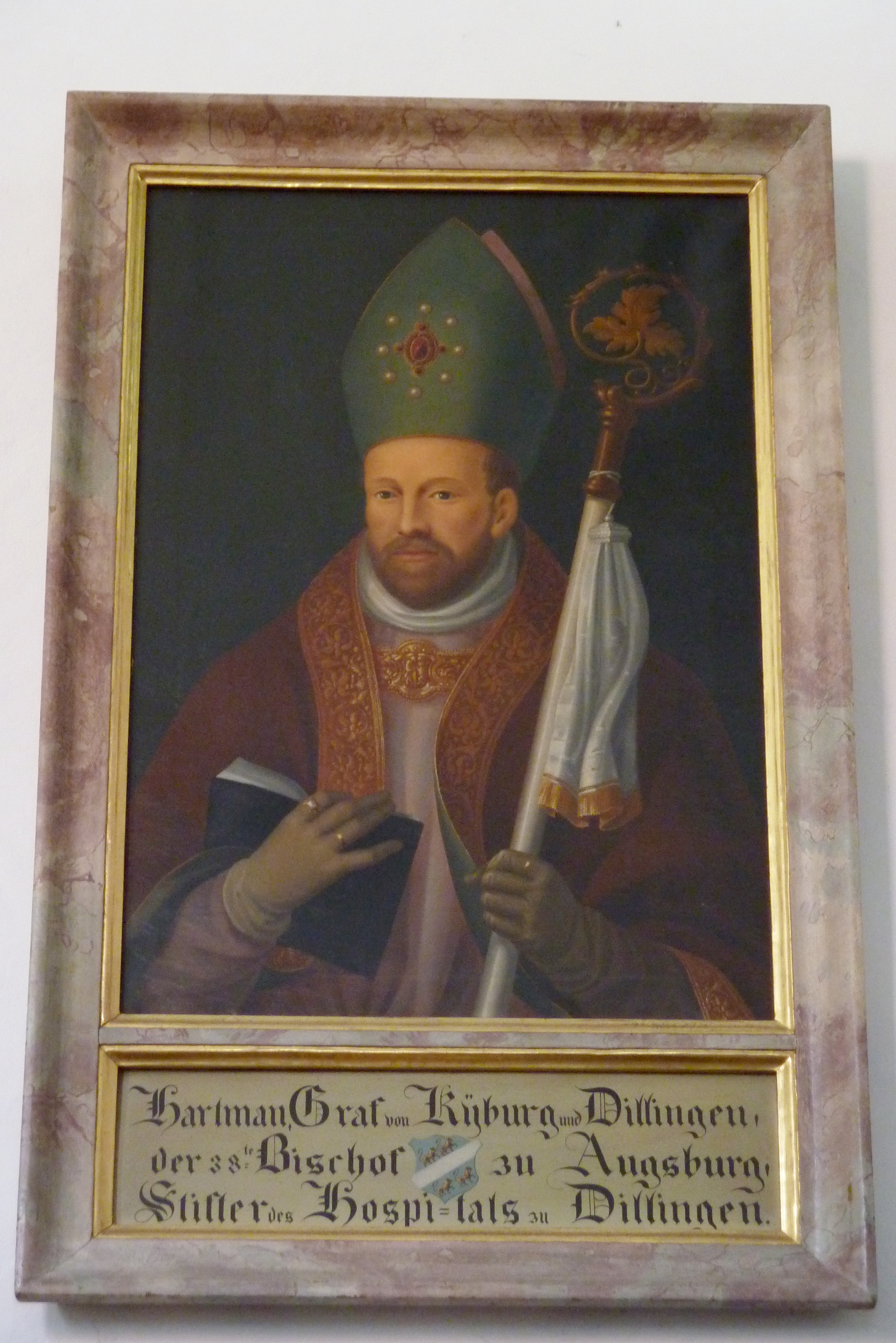
Bischof Hartmann V., Gemälde aus dem 19. Jahrhundert in der Spitalkirche Heilig Geist in Dillingen an der Donau

Hartmann V. von Dillingen († 4./5. Juli 1286) war von 1248 bis 1286 Bischof von Augsburg.

## Herkunft
Hartmann entstammte dem schwäbischen Geschlecht der Grafen von Dillingen, das im Donauraum reich begütert war und die Vogtei über die Reichsstadt Ulm innehatte. Er war der jüngste Sohn von Graf Hartmann IV. von Dillingen († 1258) und der Willibirgis († vor 1248). Der Familie entstammten auch der Augsburger Bischof Walter I. (1133–1152) und die Konstanzer Bischöfe Eberhard I., Warmann und Ulrich I.

## Leben
Hartmann war 1246/47 Domherr in Augsburg. Nach der Absetzung des staufertreuen Bischofs Siboto von Seefelds durch Papst Innozenz IV. wurde er 1248 zum Bischof von Augsburg ernannt. Weil Augsburg in staufischer Hand war, erfolgte seine Weihe allerdings erst im Jahr 1256. Im Konflikt zwischen Staufern und Papst zählte Hartmanns Familie zusammen mit den Grafen Ulrich I. von Württemberg und Hartmann II. von Grüningen zu den bedeutendsten Gegnern von König Konrad IV.
In seinem Bistum war er ein Förderer der Klöster und Spitäler. Er erlaubte den Bettelorden der Dominikaner, Franziskaner und Karmeliter, die Seelsorge in seiner Diözese. Er lag seit 1256 im Streit mit Ludwig II. von Bayern um die Vogtei des Hochstifts, konnte sich schließlich 1270 durchsetzen, verlor aber die Vogtei 1276 wieder an das Reich. In der Fehde mit Ludwig III. von Oettingen um die Vogtei des Klosters Neresheim entschied ein Schiedsgericht unter Leitung von Albertus Magnus gegen ihn. Schwigger II. von Mindelberg nahm ihn 1266 gefangen und brannte seine Burg Straßberg nieder.
Nach dem Tode seines Bruders Adalbert (1257) und seines Vaters Hartmann IV. (1258) hatte er neben seinen Schwägern einen Großteil des verbliebenen Dillinger Besitzes geerbt, die 1258 bzw. 1286 weitgehend an das Hochstift Augsburg übergingen. Mit Hartmanns Tod 1286 erlosch das Geschlecht der Grafen von Dillingen.
Hartmann wurde im Augsburger Dom vor dem Kreuzaltar bestattet.